# Taenaris admiralitatis
Taenaris admiralitatis är en fjärilsart som beskrevs av Rothschild 1915. Taenaris admiralitatis ingår i släktet Taenaris och familjen praktfjärilar. Inga underarter finns listade i Catalogue of Life.